# Голубиный горох
Голубиный горох, или Каян (лат. Cajanus cajan) — вид растений из рода Каянус (Cajanus) семейства Бобовые (Fabaceae), культивируемый повсеместно в странах с тропическим и субтропическим климатом. Родиной его считается Индия.

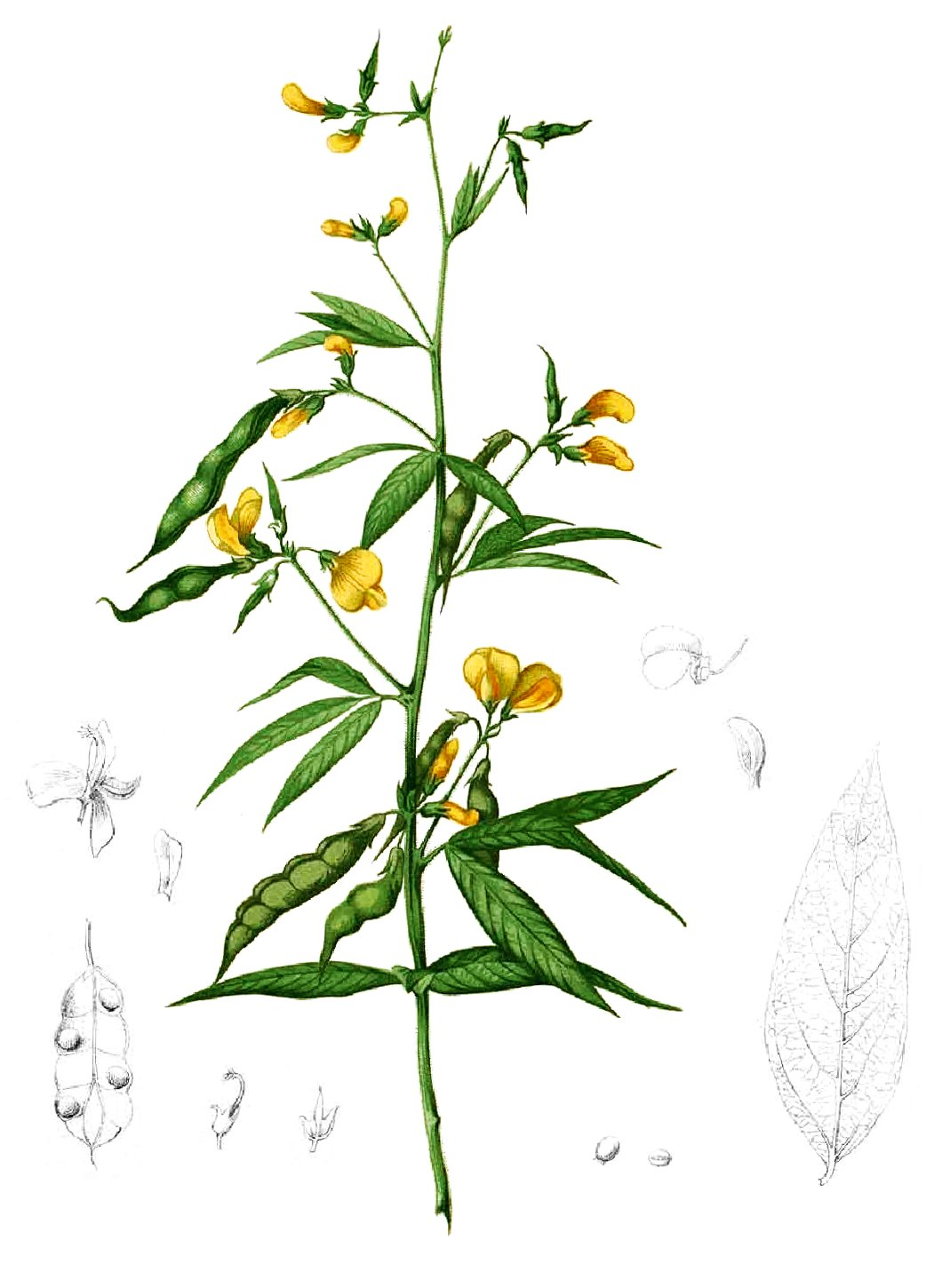

## Ботаническое описание
Кустарник высотой 1—4 метра с одревесневающими ветвями. Листья очерёдные, сложные, состоят из трёх кожистых листочков, ланцетовидных с заострённым концом. В основании каждого листочка находится прилистничек. Листовые пластинки покрыты жёлтыми точковидными желёзками, сверху они имеют бархатистый налёт, снизу — густое шелковистое опушение. Имеют небольшие яйцевидной формы прилистники. Цветки жёлтые, собраны по 2—6 штук в кисти в пазухах листьев.
Плоды — плоско-цилиндрические бобы длиной 4—9 см, прямые или серповидной формы, с клювиком, в спелом состоянии от палевой до тёмно-коричневой или фиолетовой окраски. Содержат от 3 до 10 округлых или овальных семян диаметром 5—8 мм. Цвет спелых семян может быть различным: белый, красный, оливковый, коричневый, чёрный и др., с белым рубчиковым валиком в месте прикрепления семени к бобу.

## Значение и применение
Голубиный горох — очень древнее культурное растение. Имеются данные, что эта культура возделывалась в Египте ещё за 2000 лет до н. э.
Семена голубиного гороха содержат 16—22 % белка, до 62 % углеводов и до 8 % жиров.
Незрелые бобы и семена голубиного гороха используют в супы, семена консервируют как обычный зелёный горошек. Из спелых семян в Индии варят гороховую кашицу (дхал), муку из них используют для выпечки. В некоторых странах употребляют в пищу также молодые верхушки побегов и листья, но чаще вегетативная масса растения используется на корм для скота.

## Культивирование
Хотя голубиный горох является многолетним растением, часто его возделывают как однолетнее. Размножают семенами. Растение теплолюбивое, оптимальная температура для его роста 25—27 °С, при температуре ниже 15 °С рост приостанавливается. Засухоустойчив, хорошо растёт не только во влажных субтропиках, но и в регионах, где сумма годовых осадков составляет около 400 мм. К почвам неприхотлив, выносит слабое засоление.

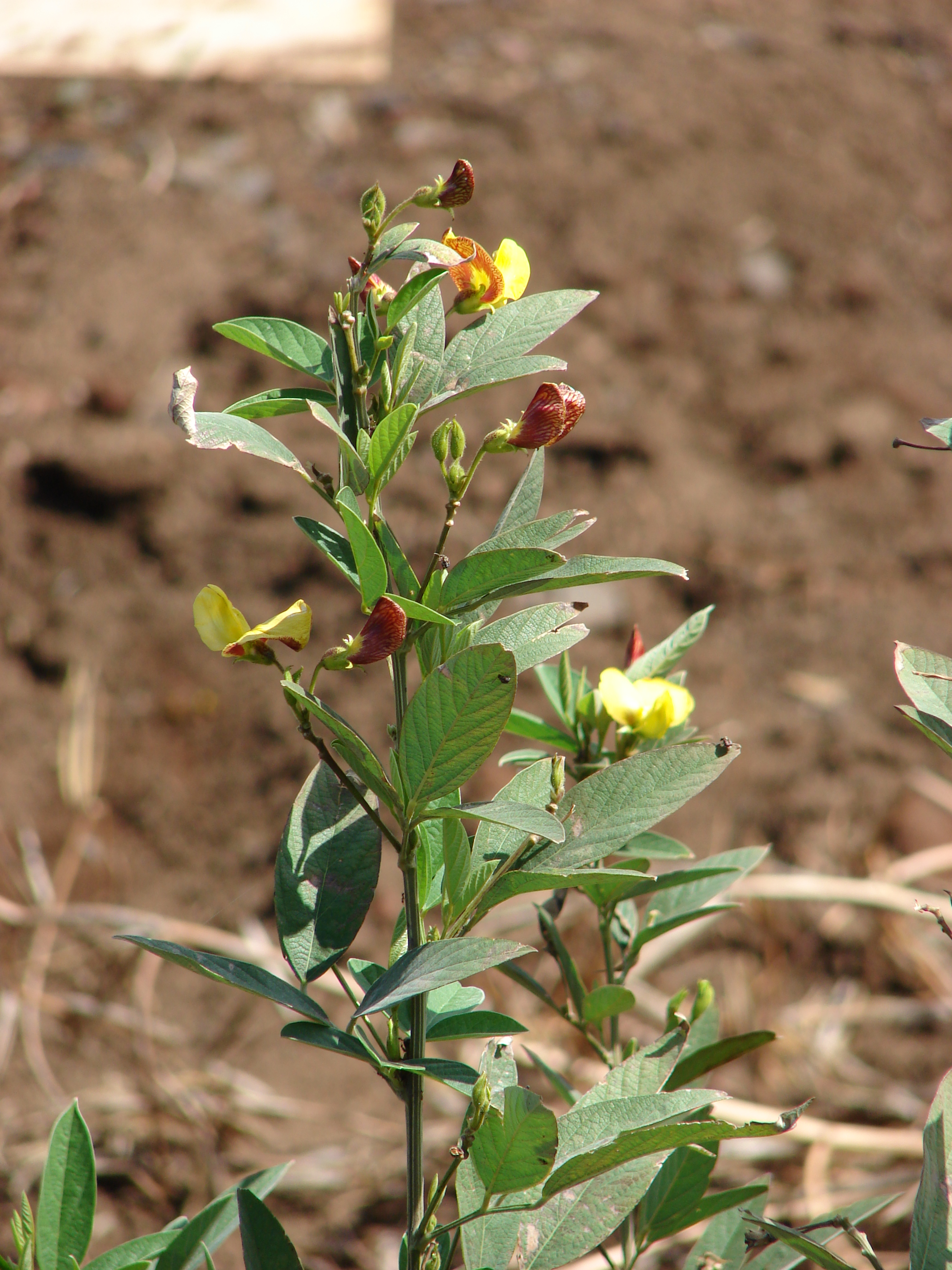
Цветущее растение
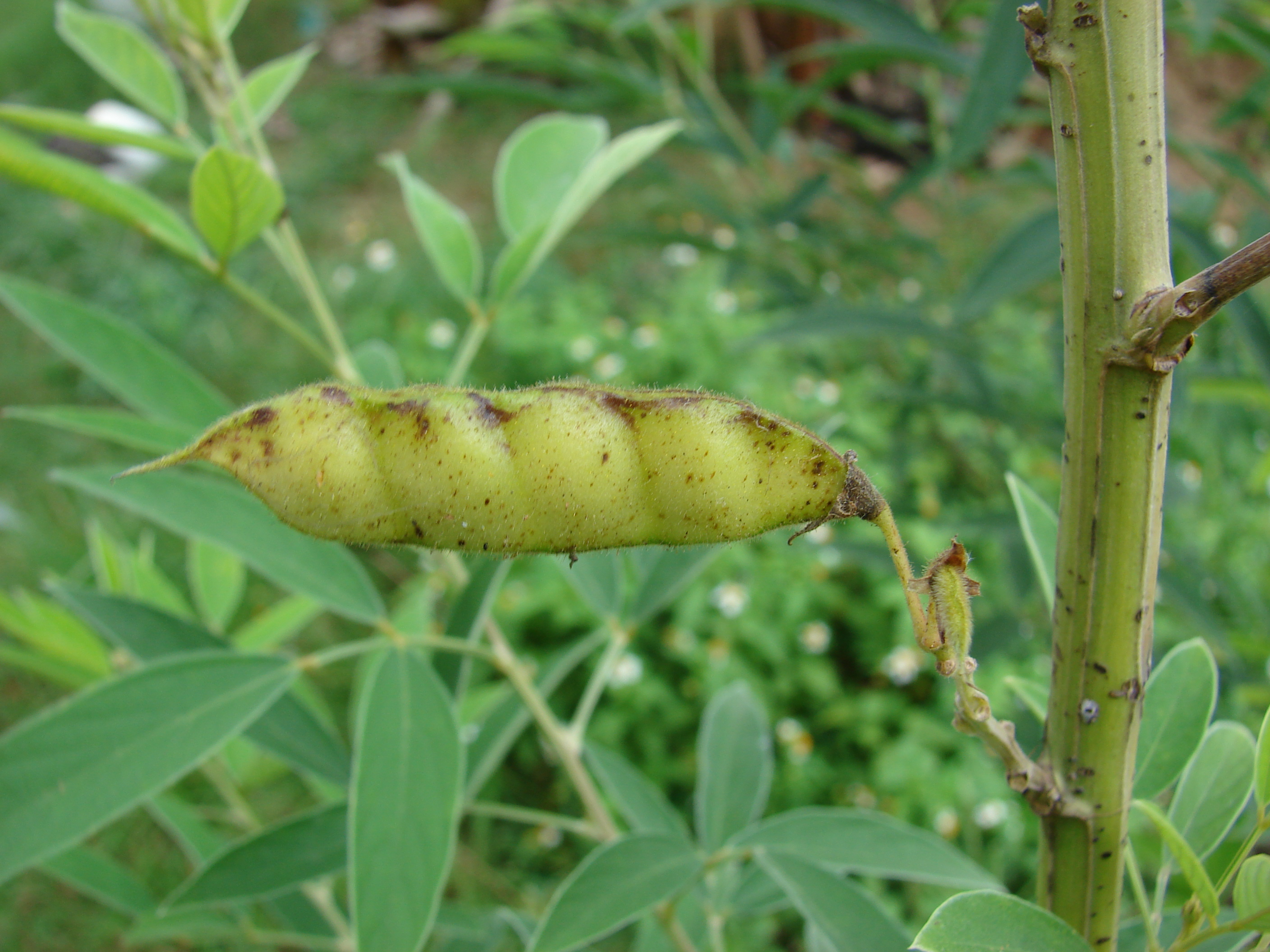
Боб крупным планом
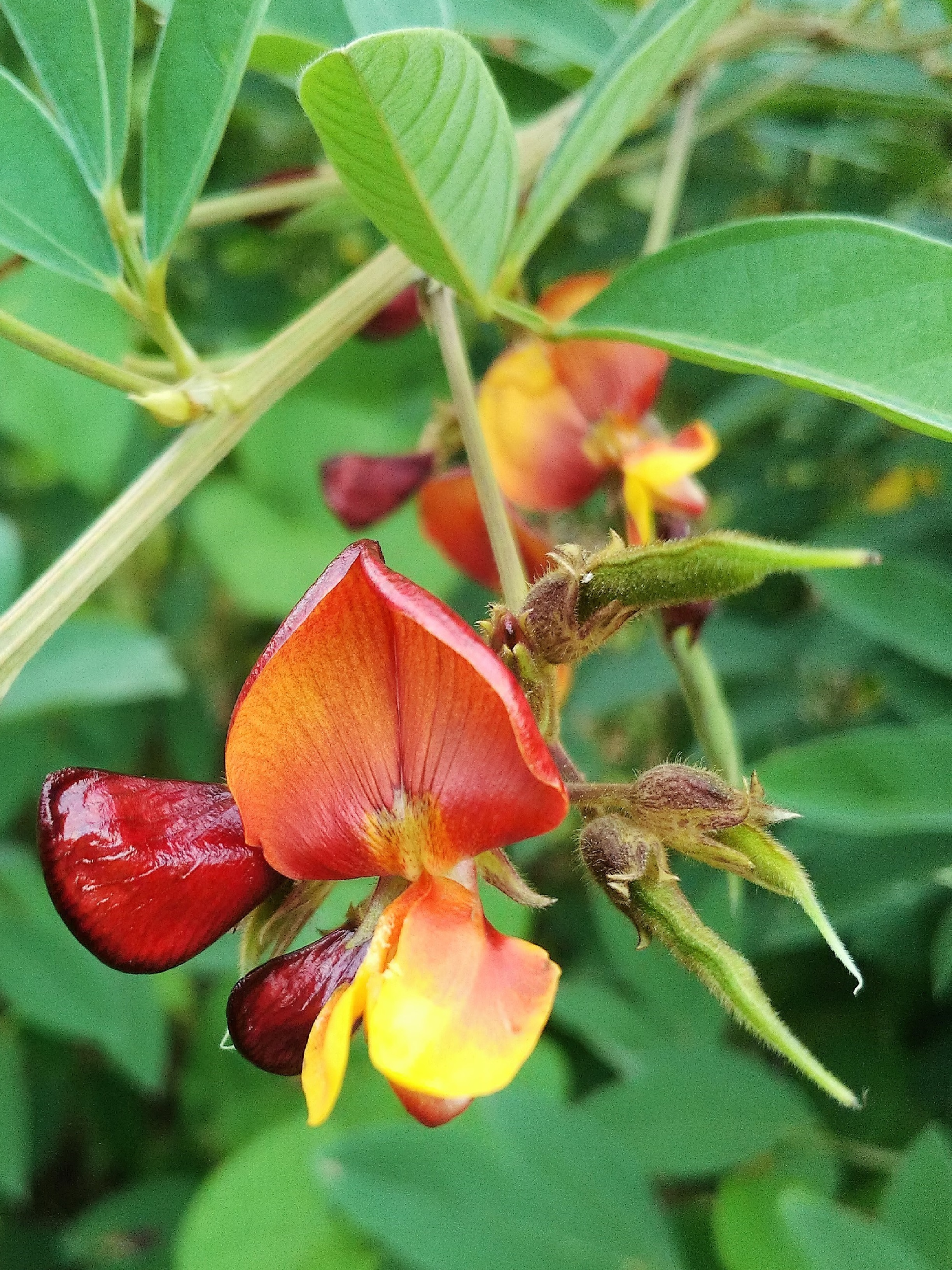
Цветок
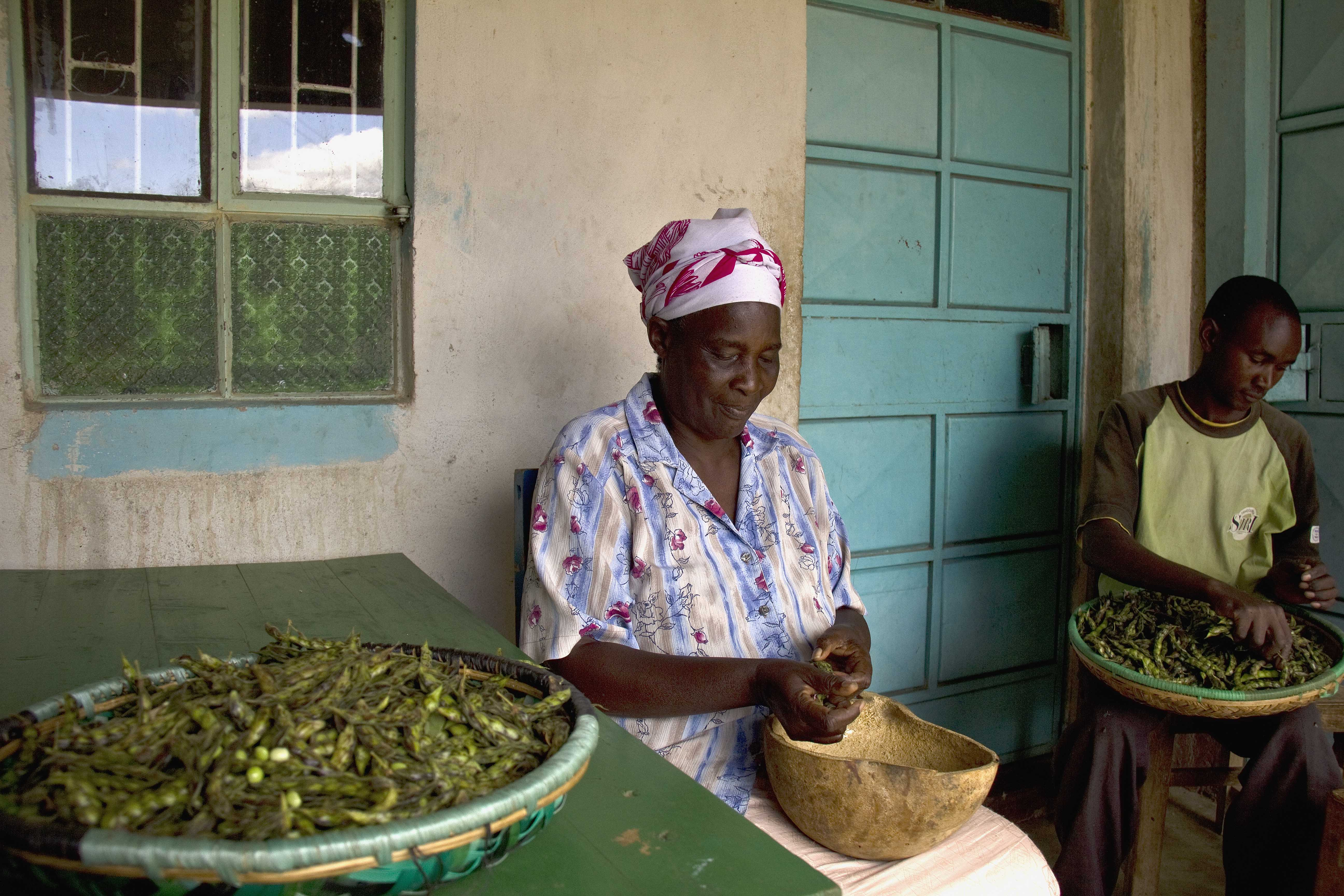
Жители Восточной Кении, извлекающие семена из бобов голубиного гороха
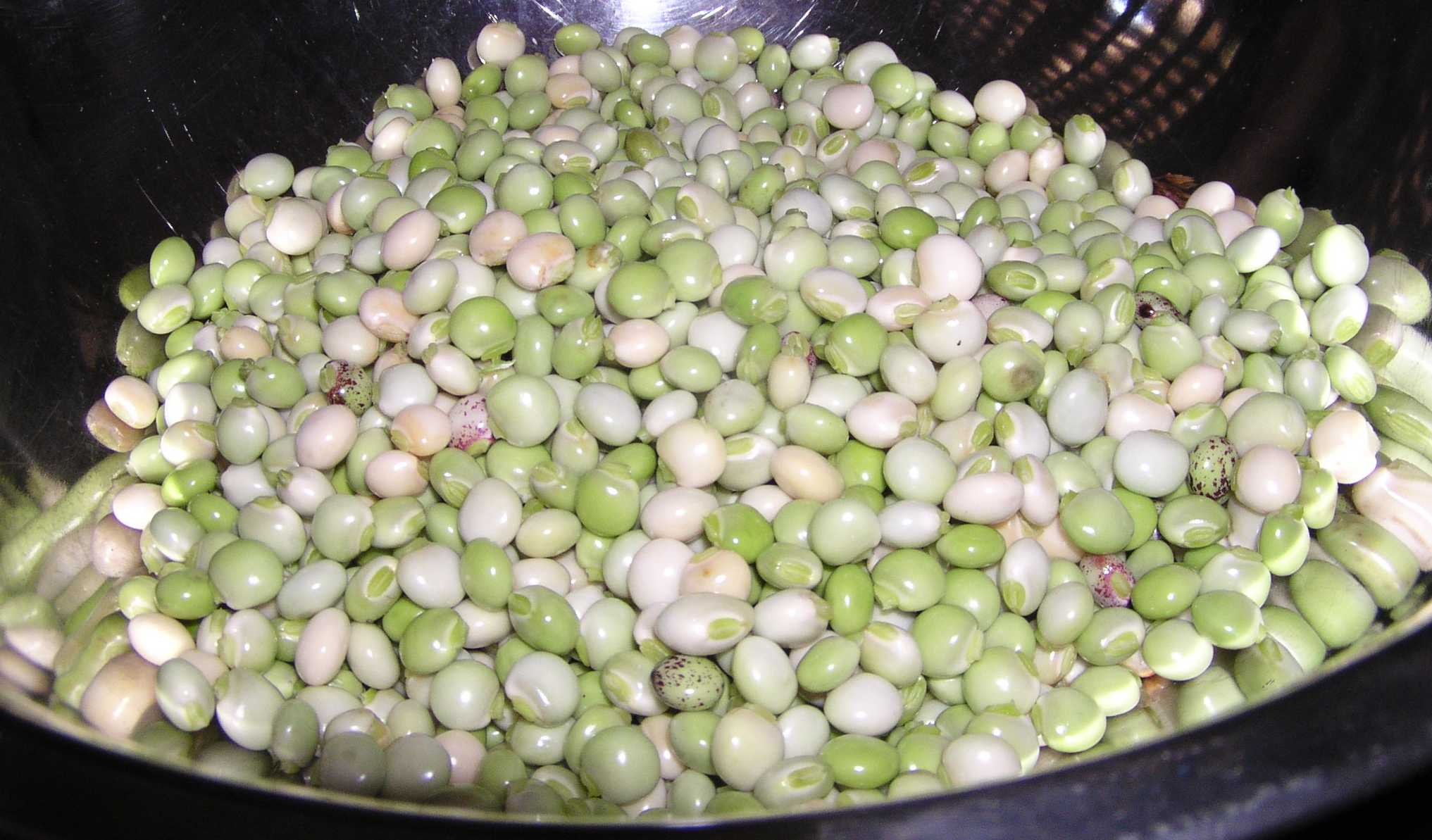
Семена голубиного гороха
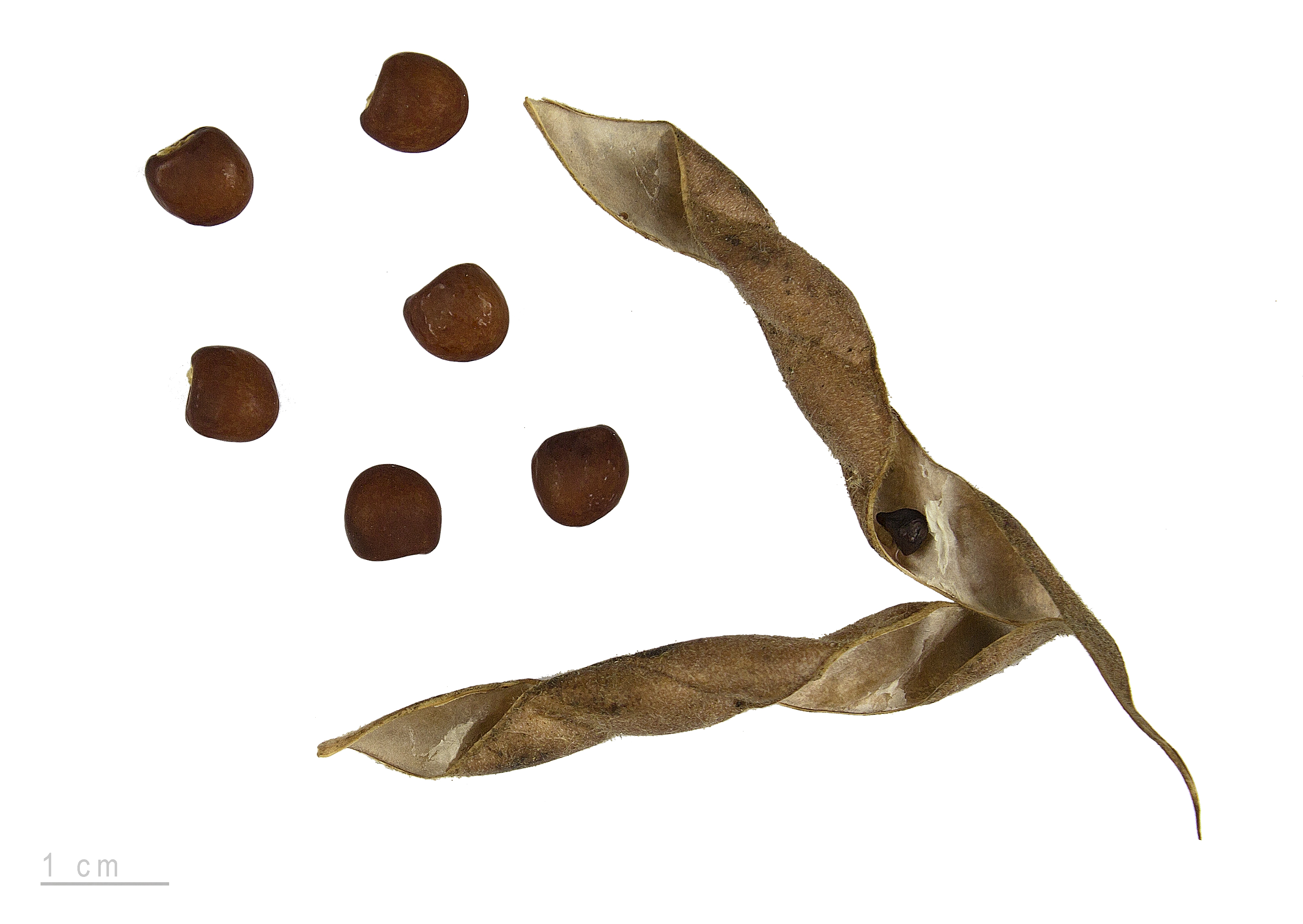
Плод и семена